# 비판철학
다음은 비판철학(批判哲學, 批判哲學)에 관한 설명이다.
이마누엘 칸트 이전의 어떤 철학은 인간의 사고능력을 멋대로 휘둘러 신의 존재라든가 영혼의 불멸을 부질없이 운운(云云)했으며, 그와 반대로 영국의 철학자 흄은 자연과학적인 진리조차 의심스럽다고 했다. 그래서 칸트는 의심할 여지가 없는 자연과학을 만들어내는 인간의 이론적인 능력 자체(이론적 이성)를 비판·검토했다. 그리고 인간의 실천적인 능력(실천적 원리성)을 비판·검토하여 올바른 도덕의 존재양식이나 새로운 형이상학(신·영혼의 불멸·자유 등에 관한 학문)의 가능성을 제시하려고 했다(비판철학인 이유). 그래서 올바른 지식이 성립하려면 우리에게 경험을 성립시키는 형식(따라서 이 형식 자체는 경험적인 것이 아니다), 말하자면 신적(神的)인 형(型)이 있다고 한 것이다. 또한 도덕의 경우에는 신적인 형식이 인간의 의지를 향해 이 형식에 따르도록 명령을 한다는 것이다.
이것이 바로 선험철학(경험을 가능케 하는 것, 경험적인 인간적 의욕에 따라 명령하는 것을 생각하는 철학)의 본질이라고 하겠다.

## 같이 보기
- 비판적 사고
- 레옹 브룅슈비크